# Оверята
Оверя́та — рабочий посёлок в Краснокамском городском округе Пермского края России. Входит в состав Пермской городской агломерации.

## География

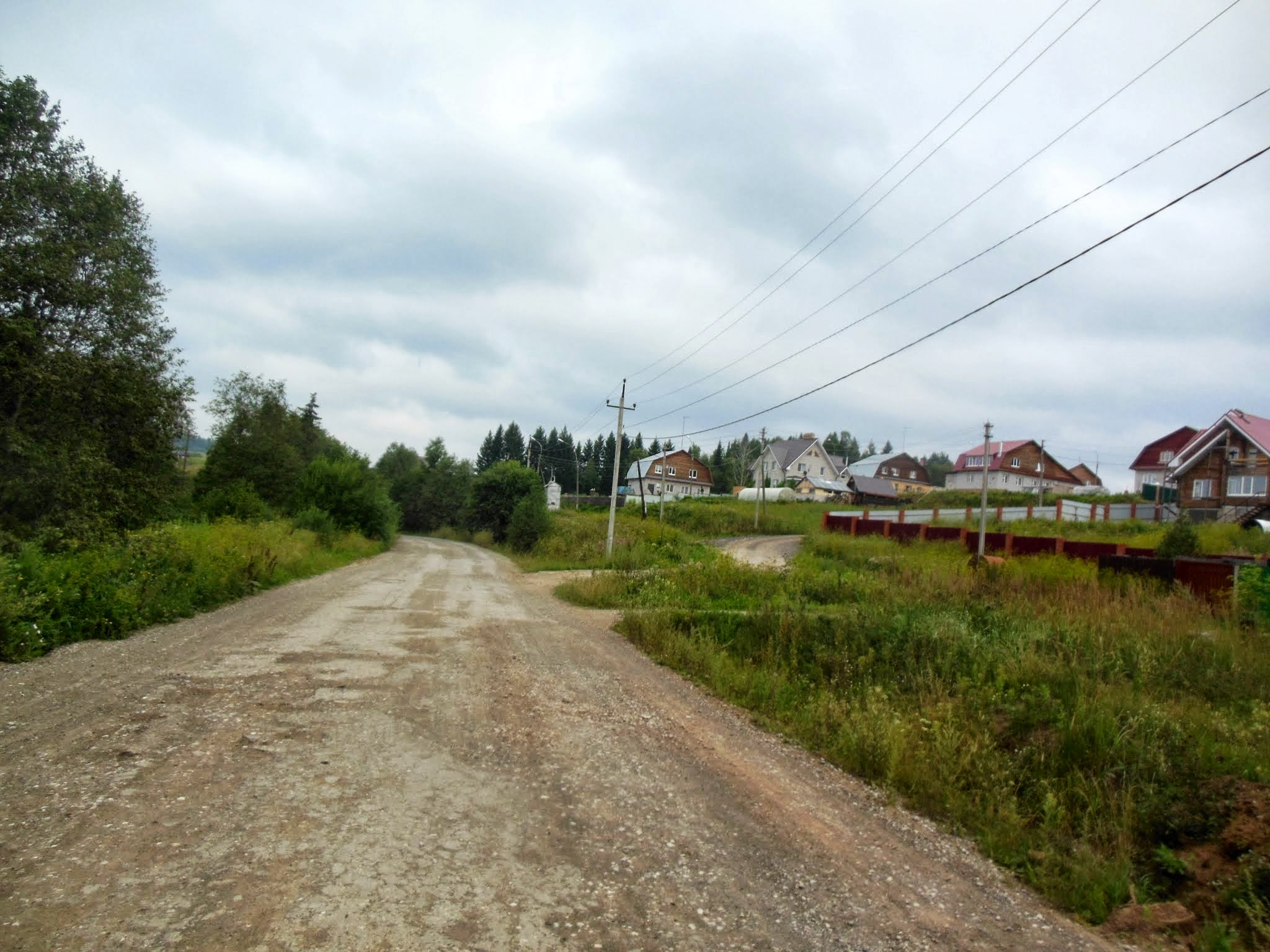
Дорога на окраине ПГТ. Оверята

Расположен в смешанной лесисто-полевой, преимущественно равнинной местности, на открытом участке на западном берегу реки Камы, в нескольких километрах от её излучины. Посёлок находится находится между городами Пермью и Краснокамском, примерно на равном удалении от них. Расстояние по шоссе до Перми 26 км. Вместе с селом Мысы, посёлком Хухрята и несколькими другими посёлками образует единый населённый пункт с общим городским хозяйством в составе Пермской агломерации.

## История
Поселение возникло в период строительства железнодорожной магистрали Пермь — Котлас. В 1899 году появилась железнодорожная платформа, с которой дачники ходили в деревню Оверята, расположенную на реке Каме (ныне Камские Оверята). От этой деревни и перенял имя посёлок (первоначально Железнодорожный Разъезд № 36).
В июне 1953 года в посёлке Оверята был введён в эксплуатацию завод железобетонных конструкций (с 1993 года — АО «Пермтрансжелезобетон»). Одним из основных потребителей данной продукции являлась строившаяся Байкало-Амурская железнодорожная магистраль. В 1953 году в посёлке был пущен в действие кирпичный завод.
Посёлок городского типа с 24 августа 1962 года. Оверята являлись центром Оверятского поселкового совета (до января 2006 года). До создания муниципального образования был административно подчинён городу Краснокамску.

## Население
| 1970  | 1979  | 1989  | 2002  | 2006  | 2007  | 2009  | 2010  | 2012  |
| ----- | ----- | ----- | ----- | ----- | ----- | ----- | ----- | ----- |
| 4419  | ↘4138 | ↗4955 | ↘4622 | ↘4500 | →4500 | ↘4498 | ↗4634 | ↗4718 |
| 2013  | 2014  | 2015  | 2016  | 2017  | 2018  | 2019  | 2020  | 2021  |
| ↗4752 | ↗4818 | ↗4897 | ↗5064 | ↗5109 | ↗5164 | ↘5106 | ↘5034 | ↘4586 |
| 2023  |       |       |       |       |       |       |       |       |
| ↘4555 |       |       |       |       |       |       |       |       |

## Инфраструктура
Основные объекты поселковой инфраструктуры: сельская врачебная амбулатория, участковый полицейский участок, отделение почты. Ближайшая пожарная часть находится в соседнем селе Мысы; служба скорой помощи действует в городе Краснокамске.

### Религия
Церковь Двенадцати апостолов: 13 июля 2020 года на храм были установлены купол с крестом.

### Культура
Дом культуры, школьный краеведческий музей, библиотека (филиал № 3), парк культуры «Берёзовая роща», памятник жертвам Великой Отечественной войны.

### Образование
Средняя школа № 11, детская музыкальная школа, два детских садика.

### Спорт
- МБУК «Центр культуры и спорта пгт. Оверята»[22];
- ДЮСШ пгт. Оверята.

## Транспорт
В центральной части пгт. Оверята расположена железнодорожная станция Оверята с небольшим вокзалом, на которой останавливаются электрички сообщением Пермь — Краснокамск, а также до станции Оверята ходит один из двух маршрутов городского электропоезда города Перми. Также до Оверят можно добраться на пригородном либо междугородном автобусе из Перми и Краснокамска.
Автобусный транспорт представлен двумя маршрутами 522 Краснокамск — Оверята — Пермь и 100 МЖК — ЖБК.

## Достопримечательности
Близ посёлка находится ландшафтный памятник природы болото «За гранью» (Кедровое), взятый под охрану 7 июня 1988 году.

## Экономика
В посёлке действуют предприятия по производству железобетонных изделий, а также деревообрабатывающие производства.